# Durrani (tribù)

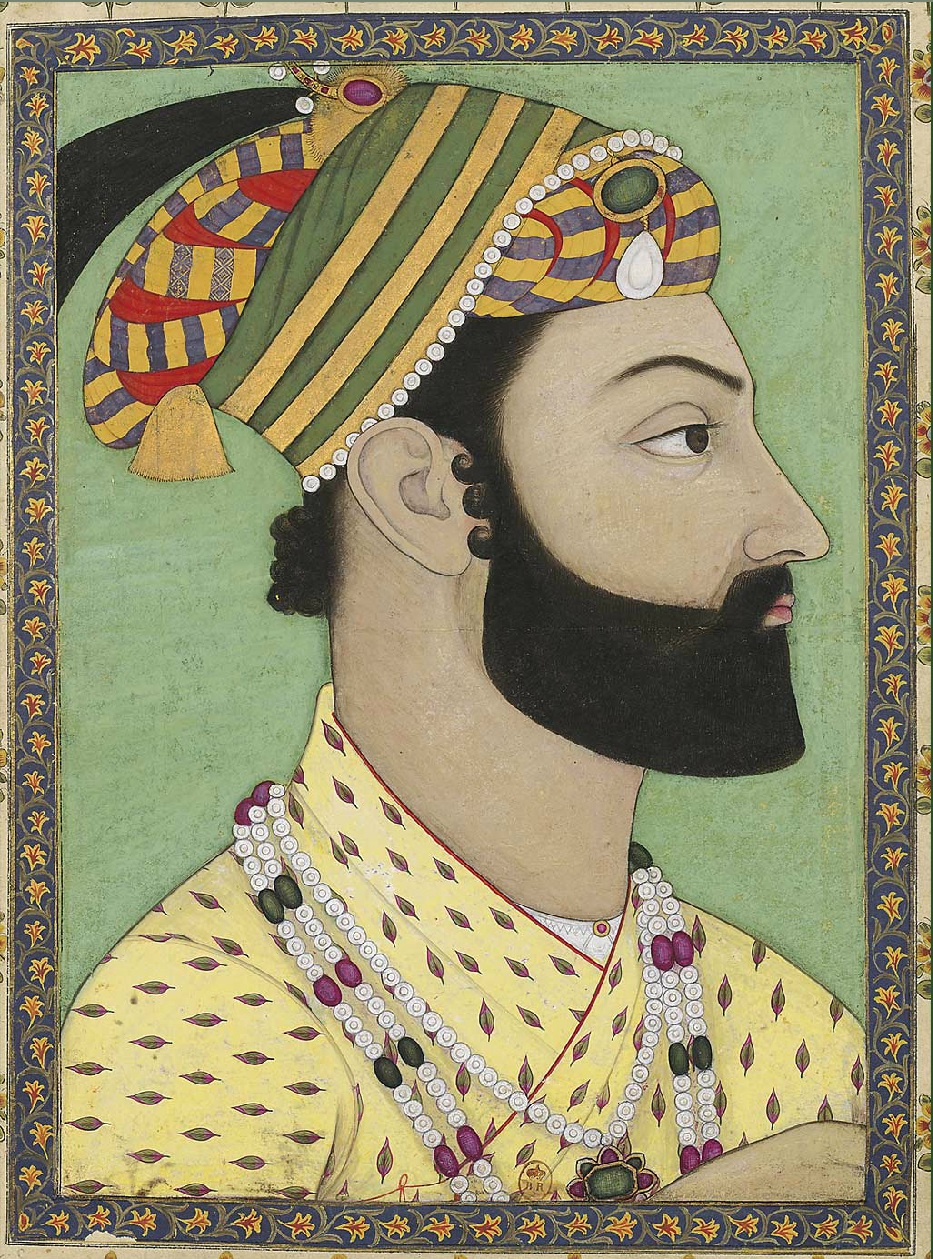
Ahmad Shah Durrani, fondatore dell'Impero Durrani

I durrani (in pashtu دراني‎), in passato noti come abdali (in pashtu ابدالي‎) sono la più grande confederazione tribale dei pashtun. A essi appartengono le dinastie afghane susseguitesi a partire dal 1747. La loro lingua è un dialetto pashto caratterizzato da consonanti dolci.

## Storia
Nell'idioma genealogico dei pashtun, i gruppi che compongono la confederazione dei durrani discenderebbero da un unico antenato patrilineare, Abdāl (Awdal), il quale pare fosse a sua volta discendente di Qays ʿAbd-al-Rašīd, l'antenato ultimo di tutte le tribù pashtun. Da Abdāl deriva l'antico nome dei durrani, ovvero abdali.
Secondo alcune cronache, gli abdali si insediarono nell'Afghanistan meridionale all'inizio del XV secolo. La prima menzione di una confederazione con questo nome risale al XVI secolo, quando ʿAbbās I il Grande ne conferì il comando supremo al capo della tribù dei pōpalzay. Ciò lascia pensare che già all'epoca si fosse costituita un'alleanza politica tra le tribù abdali, probabilmente per combattere altri gruppi come gli yusufzai, i mohmand e altri. Nello stesso periodo gli abdali erano descritti come una tribù nomade che viveva, almeno in parte, a est di Kandahar.
Su pressione dei ghilji, agli inizi del XVIII secolo gli abdali vennero cacciati da Kandahar e parte di essi si rifugiò sui monti di Herat. Sconfissero i persiani e presero il controllo della città, con qualche incursione nel Grande Khorasan. In quel periodo la confederazione aumentò notevolmente di numero, in particolare grazie alle adesioni di tribù esterne. Nadir Shah riuscì a contenerli, ma dopo la sua morte gli abdali proclamarono l'indipendenza dall'impero persiano, guidati dal capo supremo Ahmad Khan, che in seguito divenne Ahmad Shah Durrani. In quell'occasione la confederazione assunse il nome di durrani (titolo reale che significa "perla delle perle") e la sua storia iniziò a coincidere con quella dello stato dell'Afghanistan.
Tranne che per poche eccezioni, i durrani restarono sempre fedeli alla corona dell'Afghanistan e non si unirono a nessuna guerriglia fino al 1979. Negli ultimi decenni di regno il potere si concentrò nelle mani di poche famiglie durrani (mohammadzai), così i non appartenenti a quella tribù si unirono ai ribelli comunisti, in particolare i Parčam, presso il cui politburo erano ampiamente rappresentati.

## Descrizione

### Composizione etnica
La confederazione dei durrani è composta da 10 tribù pashtun ulteriormente suddivise in due leghe, ciascuna di 5 sotto-tribù.
La lega dei Panjpāy è composta da tre tribù principali (gli ʿalīzī, gli esḥāqzī e i nūrzī) e da due tribù minori (i mākōzī e i Ḵōgānī). La lega dei Zīrak (o Jīrak) include invece i mastīzī, gli alkōzī, i pōpalzī e i bārakzī, con il ramo di quest'ultimo che sono gli acakzī. Il governo dell'intera confederazione è sempre stato retto dalla lega dei Zirak e ha visto alternarsi i pōpalzī e i bārakzī. Seppur menzionate nelle cronache locali, le leghe non vengono mai citate spontaneamente e resta da accertare se abbiano mai funzionato come organismi politici autonomi. Invece, si può certamente affermare che le affiliazioni con tribù e la confederazione sono ancora in uso.
Nonostante l'assenza di stime certe, si presume che i durrani possano arrivare a includere almeno 2 milioni di persone. Secondo le stime del passato, ritenute inaffidabili e incoerenti, i nūrzī e i bārakzī erano, e probabilmente sono ancora, le due tribù durrani più grandi.

### Caratteristiche sociali
Sebbene gli odierni durrani siano sedentari, nel 1978 si contavano ancora circa 110.000 persone nomadi. La maggior parte di essi appartengono alla lega dei Panjpāy e i loro pascoli estivi si trovano principalmente tra le montagne di Ḡōr, presso Baghlan. Qui i durrani sono considerati hamsāya ("clienti") del popolo indigeno aimak, ai quali pagano dei tributi sulla libertà di pascolo.
Al di fuori dell'Afghanistan settentrionale, i durrani praticano il seminomadismo. Le famiglie unite, tuttavia, si dividono spesso in nuclei familiari puramente sedentari che coltivano le terre di proprietà comune, e nuclei familiari puramente nomadi che si prendono cura delle mandrie di proprietà comune.
A differenza di altri pashtun, i durrani usano delle particolari selle per cammelli e un tipo particolare di zangola per il burro, così come una tenda nera con volta a botte probabilmente della stessa origine di quella usata dai beluci. In merito all'abbigliamento, indossano mantelli e scarpe di feltro leggermente diversi dalle altre tribù. Anche la divisione sessuale del lavoro è unica, con gli uomini che vanno a prendere l'acqua e le donne che mungono gli animali. La loro tradizione artigianale è ben sviluppata: a tal proposito si annovera la tessitura femminile, inclusa la tessitura del telo delle tende. La caccia (con i segugi) svolge il ruolo più importante della loro vita quotidiana, mentre il commercio non ha mai giocato un ruolo dominante.
Il codice giuridico dei durrani è chiamato narḵ e differisce leggermente dal Pashtunwali standard (il codice giuridico dei pashtun). Ad esempio, le tribù della lega dei Panjpāy non riconoscono il maraka (un tribunale di diritto consuetudinario per controversie minori) e considerano persino la jirga (l'assemblea degli anziani per la risoluzione di problemi importanti) un'istituzione piuttosto insolita.

## Distribuzione geografica
L'Afghanistan settentrionale è stata la principale meta di immigrazione dei durrani, che colonizzarono l'area grazie a due grandi ondate, una a seguito delle conquiste di Ahmad Shah Durrani e l'altra avvenuta tra la fine del XIX e l'inizio del XX secolo, quando gli emiri afghani organizzarono sistematicamente la colonizzazione del Turkestan afghano.
Alcune minoranze durrani vivono a est dell'Afghanistan, nel Punjab pakistano (a Multan) e anche nell'Altopiano del Deccan.
Negli anni ottanta del Novecento la guerra civile in Afghanistan ha modificato notevolmente la distribuzione geografica dei durrani. Ci sarebbe stato un flusso migratorio dall'Afghanistan settentrionale a quello meridionale, e a sua volta dall'Afghanistan meridionale verso il Pakistan e l'Iran. Secondo un sondaggio campione del 1988, quasi il 75% di tutti i rifugiati afghani nella provincia iraniana del Khorasan Meridionale erano durrani, ovvero circa 280.000 persone.